# Huagu Dao
Huagu Dao (kinesiska: 花鼓岛) är en ö i Kina. Den ligger i provinsen Zhejiang, i den östra delen av landet, omkring 180 kilometer sydost om provinshuvudstaden Hangzhou. Arean är 12,8 kvadratkilometer. Den sträcker sig 2,3 kilometer i nord-sydlig riktning, och 8,2 kilometer i öst-västlig riktning.  I omgivningarna runt Huagu Dao växer i huvudsak blandskog.
Genomsnittlig årsnederbörd är 1 837 millimeter. Den regnigaste månaden är juni, med i genomsnitt 338 mm nederbörd, och den torraste är januari, med 56 mm nederbörd.